# Riu Chapare
El riu Chapare és un riu amazònic de Bolívia, al departament de Cochabamba, que forma part del curs alt del riu Mamoré. Neix de l'aiguabarreig del riu Espíritu Santo i del riu San Mateo, al municipi de Villa Tunari.
El riu Chapare es troba a la província de Chapare, de la qual pren el nom. Aquest riu, en confluir amb el riu Mamorecillo, dona lloc al gran riu Mamoré, un dels principals rius de Bolívia i afluents del riu Madeira.